# Мар'ям Петросян
Мар'ям Петросян (вірм. Մարիամ Պետրոսյան, нар. 10 серпня 1969, Єреван, Вірменська РСР) — вірменська письменниця у жанрі магічного реалізму та фентезі та художниця. Авторка роману «Будинок, в якому...» та казки «Казка про собаку, яка вміла літати». Пише російською мовою.

## Біографія
Мар'ям Петросян народилася 10 серпня 1969 року у місті Єреван, Вірменія. 1988 року закінчила художнє училище за спеціальністю «художник-оформлювач». Кар'єру почала на студії «Вірменфільм», де з 1989 року працювала у відділі мультиплікації.
1992 року переїхала з чоловіком до Москви, де два роки працювала у студії «Союзмультфільм». Після цього 1995 року повернулася до «Вірменфільм», де працювала до 2000 року.
У документальному фільмі Стівена Фрая «Відкрита книга Росії: Письменництво в епоху Путіна» (англ. Russia’s Open Book: Writing in the Age of Putin), який вийшов наприкінці 2013 року, Мар'ям Петросян була названа серед шести найкращих російських письменників «епохи Путіна», яких читають та будуть читати завжди.
2009 року вийшов перший та єдиний роман письменниці — «Будинок, в якому...». Хоча вона казала, що не варто чекати від неї нових книжок, 2014 року вийшла «Казка про собаку, яка вміла літати».
Одружена з Арташесом Стамболцяном, мають синів Сергія та Михайла. Мар'ям Петросян — правнучка художника Мартіроса Сар'яна.

## Твори

### «Будинок, в якому…»
Роман у жанрі магічного реалізму розповідає про мешканців інтернату для дітей з інвалідністю з понад столітньою історією, повного таємниць і містики.
Від початку роботи над романом у 1991 до його публікації в 2009 пройшло 18 років. Про нього заговорили відразу після виходу. Він був номінований і отримав багато премій та нагород, серед яких «Російська премія», премія «Мандрівник», «Портал».
Книга була перекладена італійською (італ. La casa del tempo sospeso, 2011), угорською (угор. Abban a házban, 2012), польською (пол. Dom, w którym..., 2013), латиською (латис. Nams, kurā..., 2013), іспанською (ісп. La casa de los otros, 2015), французькою (фр. La Maison dans laquelle, 2016), чеською (чеськ. Dům, ve kterém, 2016), македонською (мак. Домот во кој..., 2016) та англійською (англ. The Gray House, 2017) мовами.
2019 року у видавництві «Книголав» роман вийшов в українському перекладі Маріанни Кіяновської «Дім, в якому…»

### «Казка про собаку, яка вміла літати»
Історія балансує на межі реальності. Головний герой, шестирічний Топ, потоваришував з цуценям, яке має крила бабки на спині.
За словами авторки, історія спочатку намалювалася, а вже потім почала писатися, тому головне у цій казці — ілюстрації. Історія твору розвинулася з ідеї, яку запропонувала її подруга Наїра Мурадян, яка й створила ілюстрації до книги. Письменниця не відмовляється від своїх слів, що не варто чекати від неї нових книжок, тому вважає цю казку проєктом Наїри Мурадян.

## Нагороди та відзнаки
- 2009 — 3 місце премії «Велика книга» у номінації «Приз глядацьких симпатій»[7]
- 2009 — «Російська премія[ru]»[8]
- 2010 — Срібний кадуцей (2 місце) премії «Зоряний міст» у номінації «Дебютні книги»
- 2010 — премія «Мандрівник» у номінації «Незвичайна ідея»[9]
- 2010 — премія «Портал» у номінації «Відкриття себе»
- 2010 — премія «Студентський Букер[ru]» «за вміле переплетення жанрів, простоту стилю та незвичайність художніх засобів»[10]
- 2010 — фіналістка премії «Російський Букер»
- 2011 — заохочувальний приз на конвенті «Єврокон»
- 2016 — французька премія «Найкраща книга року журналу «Lire»[fr]» у номінації «фантастика / фентезі», у перекладі Еммануеля Паша під назвою «La Maison dans laquelle»[11]